# Cártama
Cártama – gmina w Hiszpanii, w prowincji Malaga, w Andaluzji, o powierzchni 105,12 km². W 2011 roku gmina liczyła 23 664 mieszkańców.